# Milišić
Milišić je hrvatsko prezime, rjeđe srpsko.

## Rasprostranjenost
U Hrvatskoj danas živi oko 440 Milišića u 170 domaćinstava, a sredinom prošlog stoljeća bilo ih je približno 210.
Prisutni su u većini hrvatskih županija, najviše u gradovima Solinu (90), Splitu (70), Zagrebu (50), Vranjicu (35), te u Šibeniku (15).
U Središnjoj Bosni, u Mujakovićima kod Fojnice i Pidrišu kod Uskoplja svaki osmi stanovnik prezivao se Milišić.

## Poznate osobe
- Zdenko Milišić
- Neven Milišić
- Kajo Milišić
- Milan Milišić